# The Stand (minisèrie)
The Stand (també coneguda com Stephen King's The Stand) és una minisèrie de televisió ficció post-apocalíptica estatunidenca de 1994 basada en la novel·la homònima de 1978 de Stephen King. King també va escriure el guió i té un paper menor a la sèrie. Va ser dirigit per Mick Garris, que anteriorment va dirigir el guió/pel·lícula original de King Somnàmbuls (1992).
The Stand inclou un repartiment de més de 125 papers parlants i inclou Gary Sinise, Miguel Ferrer, Rob Lowe, Ossie Davis, Ruby Dee, Jamey Sheridan, Laura San Giacomo, Molly Ringwald, Corin Nemec, Adam Storke, Ray Walston, Ed Harris, i Matt Frewer. La minisèrie es va rodar en diverses ubicacions i en 225 platós. Cada episodi va rebre un pressupost de 6 milions de dòlars, de manera que per reduir el cost, la minisèrie es va rodar amb pel·lícula de 16 mm. The Stand es va emetre originalment a ABC del 8 al 12 de maig de 1994. Les crítiques van ser positives i la minisèrie va ser nominada a sis Primetime Emmy Awards, guanyant-ne dos pel seu maquillatge i mescla de so.

## Argument
El 13 de juny, en un laboratori del govern alt secret al nord de Califòrnia, s'allibera accidentalment una versió armada de la grip, anomenada Project Blue. Un soldat de l'exèrcit dels Estats Units, Charlie Campion, s'escapa del laboratori i fuig per tot el país amb la seva dona i la seva filla, propagant el virus sense voler. El 17 de juny, Campion xoca amb el seu cotxe contra una benzinera a Arnette, Texas, on es troben reunits Stu Redman i alguns amics. Amb la seva dona i el seu fill ja morts per la supergrip, Campion adverteix a Redman que havia estat perseguit per un "home fosc" abans que ell també sucumbís al virus. L'endemà, l'exèrcit estatunidenc arriba per posar en quarantena la ciutat per ordres del general Starkey, comandant del Projecte Blue.
La gent del poble és portada a una instal·lació dels CDC a Stovington, Vermont. Tots menys Stu sucumben a la supergrip, anomenada "Captain Trips" per la població, que mata el 99,4% de la població mundial en dues setmanes. Els supervivents dispersos inclouen l'aspirant estrella de rock Larry Underwood, el sordmut Nick Andros, Frannie Goldsmith i el seu fill per néixer, el seu veí adolescent Harold Lauder, el criminal empresonat Lloyd Henreid i "Trashcan Man", un incendiari i carronyer malalt mental. Els supervivents comencen a tenir visions, ja sigui de l'amable Mare Abagail, o del demoníac "Dark Man" Randall Flagg. Els somnis aconsellen als supervivents que viatgin a Nebraska per conèixer l'Abagail o a Las Vegas per unir-se a Flagg.
Lloyd és alliberat de la presó per Flagg a canvi de convertir-se en el seu segon al comandament. Trashcan Man destrueix els dipòsits de combustible al mig oest i Flagg l'adreça a Las Vegas. Larry s'escapa de la ciutat de Nova York amb una misteriosa dona virginal anomenada Nadine Cross. Malgrat la seva atracció mútua, Nadine és incapaç de consumar una relació amb Larry a causa de les seves visions de Flagg, que li ordena que s'uneixi a ell; deixa en Larry per viatjar pel seu compte. Aleshores, Larry coneix una professora d'escola anomenada Lucy Swann i un noi traumatitzat que es diu Joe, als afores de Des Moines, Iowa, que s'ha cremat. Després d'escapar de les instal·lacions dels CDC, Stu reuneix un grup de supervivents, inclosos Frannie, Harold i l'antic professor universitari Glen Bateman. Se'ls uneixen diversos altres supervivents immunes.
Harold està consumit per la gelosia pel lideratge d'Stu del grup i la seva creixent relació amb Frannie, de qui Harold està enamorat no correspost. Nick amb prou feines s'escapa d'un atemptat contra la seva vida a Shoyo, Arkansas, per part del pinxo fanàtic de la ciutat, i s'obre camí a través del Mig-Sud. Nick acaba a May, Oklahoma, on coneix  Tom Cullen, un home amb problemes mentals que escriu cada paraula significativa que pronuncia com a M-O-O-N. Els dos homes viatgen a Kansas i es troben amb Julie Lawry, una noia viciosa que promet matar-los quan es neguen a deixar-la unir-se a ells. Aleshores, Nick i Tom coneixen l'amable granger Ralph Brentner, i els tres es dirigeixen cap a l'oest en la camioneta de Ralph. El grup de Nick arriba a la granja d'Abagail a Hemingford Home, Nebraska. Ella avisa que un gran conflicte és imminent i han de viatjar a Boulder, Colorado. Els supervivents formen una comunitat anomenada Boulder Free Zone i comencen a restaurar la civilització.
Flagg estableix un règim brutal d'autocràcia a Las Vegas que governa amb mà de ferro, amb la intenció de derrotar als supervivents de Boulder utilitzant armes nuclears rescatades per "Trashcan Man". El ressentiment d'Harold cap a Stu i Frannie s'intensifica, fent que Nadine el sedueixi i uneix forces amb Flagg. Abagail, convençuda que ha caigut en el pecat de l'orgull, deixa Boulder a caminar pel desert en un acte d'expiació. Tres supervivents de Boulder són escollits pel Comitè de la Zona Lliure per infiltrar-se a Las Vegas com a espies: Tom, Dayna Jurgens i el jutge Farris. Glen hipnotitza en Tom perquè segueixi un conjunt d'instruccions específiques, inclòs que marxi de Las Vegas a la propera lluna plena.
Harold i Nadine posen una bomba a casa de Frannie i Stu amb dinamita de demolició, planejant activar-la durant una reunió del Comitè de la Zona Franca. Un Abagail debilitat torna a la ciutat i dóna un avís psíquic als membres del consell. La majoria del consell escapa de l'explosió, però Nick i uns quants més moren. Abans de morir, Abagail diu a Stu, Larry, Glen, Ralph i Frannie que Déu mana que els homes hagin de viatjar a peu fins a Las Vegas per enfrontar-se a Flagg, però un d'ells caurà pel camí. Quan Nadine i Harold fugen de Boulder, Flagg fa que Harold quedi paralitzat en un accident de moto. Nadine el deixa en un barranc, i l'endemà es mata amb una pistola. Un cop Nadine arriba al desert, Flagg la crida a ell. Ella s'adona que ha comès un terrible error i intenta escapar, però Flagg declara que és massa tard perquè ella torni enrere, revela la seva veritable forma demoníaca i la viola. La Nadine és catatònica després de l'atac sexual de Flagg, i el seu cabell s'ha tornat blanc. Els homes de Flagg intercepten el jutge Farris, que és assassinat accidentalment per un dels seus secuaços, Bobby Terry, abans que pugui ser torturat. Flagg destrossa en Bobby per no seguir les instruccions. En tornar a Las Vegas, Flagg li ha portat Dayna. Té previst torturar-la per obtenir informació sobre la identitat del tercer espia. Flagg va veure el jutge Farris i Dayna amb els seus poders, però sempre que intenta veure el tercer espia, tot el que veu és la lluna. Després d'un intent fallit de matar a Flagg, Dayna es mata abans que ell pugui extreure cap informació útil d'ella.
Tom marxa de Las Vegas quan la lluna és plena, però Julie Lawry el reconeix; ella intenta alertar en Flagg, però Tom s'escapa al desert i s'amaga de Flagg i els seus homes. Una Nadine boja es burla de Flagg que està perdent el control del seu imperi. Aleshores se suïcida saltant del balcó de l'hotel amb el nadó dimoni que va concebre. Quan s'acosta l'hivern, Stu, Larry, Glen i Ralph deixen Boulder per emprendre la seva recerca. Stu es trenca una cama quan cau en un llit sec del riu i s'ha de deixar enrere amb el gos de Glen, Kojak. Els tres restants són capturats per les forces de Flagg uns dies després, i Glen és separat de Larry i Ralph. Flagg ordena a Lloyd que dispari i mati a Glen després que aquest es burla de Flagg. Mentre Larry i Ralph suporten un procés d'espectacle al Fremont Street, Flagg utilitza els seus poders per silenciar un dissident, colpejant-lo amb una bola d'energia de plasma emesa pels seus dits. "Trashcan Man" arriba en aquest moment remolcant una ogiva nuclear robada amb un ATV i mostrant signes d'enverinament per radiació, així que Flagg ordena a Lloyd que el mati. Flagg no pot evitar que la bola d'energia es transformi en una mà espectral, la Mà de Déu, i fa explotar la bomba nuclear mentre la veu de la Mare Abagail declara que la promesa de Déu s'ha complert i dóna la benvinguda a Larry i Ralph al cel. Las Vegas és destruïda per l'explosió nuclear i, aparentment, Flagg és assassinat juntament amb tots els seus seguidors.
Stu és rescatat per Tom, i són testimonis de l'explosió nuclear junts. Tom i Stu troben un cotxe que funciona i arriben a una cabana propera on Tom posa la cama de Stu just quan arriba una tempesta d'hivern. Stu contrau la grip, però en un somni, Nick va a Tom i li diu quin medicament li ha de donar. Stu es recupera de la infecció després d'uns quants dies, i tots dos tornen a Boulder en una tempesta de neu a través d'un autoneu. Stu descobreix que la Frannie ha donat a llum una filla, a qui ha anomenada Abagail. El nadó ha contret la supergrip, però és capaç de combatre el virus. La Lucy revela que està embarassada del fill d'en Larry, i Joe veu una imatge espectral de la mare Abagail, mentre beneeix el nadó. Assegurats que els supervivents immunitaris es poden reproduir amb seguretat, els habitants de Boulder es posen a treballar per reconstruir el món.

## Repartiment
- Gary Sinise com Stu Redman
- Molly Ringwald com a Frannie Goldsmith
- Jamey Sheridan com a Randall Flagg
- Laura San Giacomo com a Nadine Cross
- Ruby Dee com la mare Abagail Freemantle
- Ossie Davis com el jutge Richard Farris
- Miguel Ferrer com a Lloyd Henreid
- Corin Nemec com a Harold Lauder
- Matt Frewer com a Trashcan Man
- Adam Storke com a Larry Underwood
- Ray Walston com a Glen Bateman
- Rob Lowe com a Nick Andros
- Bill Fagerbakke com a Tom Cullen
- Peter Van Norden com a Ralph Brentner
- Bridgit Ryan com a Lucy Swann
- Rick Aviles com a Rat Man
- Sam Anderson com Whitney Horgan
- Max Wright com el doctor Herbert Denninger
- Shawnee Smith com a Julie Lawry
- Cynthia Garris com Susan Stern
- Richard Jewkes com Dick Ellis
- Sarah Schaub com a Gina McKone
- William Newman com el Dr. Soames
- Kareem Abdul-Jabbar com a The Monster Shouter
- Warren Frost com el Dr. George Richardson
- John Bloom (també conegut com Joe Bob Briggs) com el diputat Joe-Bob
- Troy Evans com el xèrif Johnny Baker
- Stephen King com a Teddy Weizak
- John Landis com a Russ Dorr
- Dan Martin com a Rich Moffat
- John Dunbar com a Dave Roberts
- Sam Raimi com a Bobby Terry
- Chuck Adamson com a Barry Dorgan
- Kellie Overbey com a Dayna Jurgens
- Ray McKinnon com a Charlie D. Campion
- Tom Holland com a Carl Hough
- David Kirk Chambers com Brad Kitchner
- Kathy Bates com a Rae Flowers (sense acreditar)
- Ed Harris com el general Bill Starkey (sense acreditar)
- Robert Knott com el major Len Creighton
- Sherman Howard com el Dr. Dietz
- Ken Jenkins com a Peter Goldsmith
- Richard Lineback com a Poke Freeman
- Leo Geter com a Chad Norris
- Patrick Kilpatrick com a Ray Booth
- Jordan Lund com a Bill Hapscomb
- Jesse Bennett com Vic Palfrey
- Jim Haynie com a adjunt a la resolució de Kings
- Billy L. Sullivan com a Joe
- Hope Marie Carlton com a Sally Campion
- Mary Ethel Gregory com Alice Underwood
- Britney Lewis com a Arlene
- Mike Lookinland com a Sentry #1
- Bill Corso com la veu dels cadàvers

## Desenvolupament

### Com a pel·lícula de cinema
Les primeres converses entre King i George A. Romero van ser sobre el desenvolupament d'una adaptació de Salem's Lot (1975) a finals dels anys setanta; encara que Romero no participaria en cap adaptació d'aquesta novel·la, va manifestar interès a adaptar The Stand durant aquestes discussions. Tot i que King inicialment no va pensar que la novel·la fos digna d'una versió cinematogràfica, la raó per la qual Romero va acceptar va ser la quantitat de viatges que podia fer, ja que la novel·la té lloc en diversos llocs; i la rellevància de la història per als problemes socials.
A causa de l'estil èpic de la novel·la que exigia un pressupost enorme, la principal preocupació de King i Romero era possiblement haver de fer front al finançament dels estudis principals, cosa que probablement hauria significat perdre molt de control artístic o empitjorar la reputació de l'estudi si la pel·lícula era un fracàs de taquilla. King va recordar en una entrevista de 1980 amb intermediaris de Hollywood que es mostrava escèptic amb la idea de Romero de que The Stand es convertís en un llargmetratge per a l'enorme escala del contingut. Hi va haver alguns estudis que van oferir a King i Romero diversos contractes d'opció per adaptar The Stand poc després de l'estrena de la novel·la, però tots dos els van rebutjar.
Al mateix temps, Richard P. Rubinstein de Laurel Entertainment també estava obsessionat amb intentar produir una pel·lícula de The Stand des que el llibre s'havia publicat el 1978, i es va convertir en el projecte mascota de Laurel al llarg del desenvolupament de l'adaptació com a producció cinematogràfica. El 1979, van començar les converses entre Romero i Rubinstein, i van tenir una idea de com finançar-lo de manera independent: mitjançant la producció de Creepshow, una pel·lícula original de baix pressupost que generaria uns enormes beneficis i augmentaria la credibilitat de Laurel. Tant Creepshow com The Stand es van anunciar per primera vegada en una edició d'estiu de 1980 de Cinefantastique, i adjudicar a Romero la direcció de la versió cinematogràfica de The Stand es va imprimir a les edicions de butxaca de la segona edició de la novel·la. Stephen King va completar el primer esborrany del guió a principis de 1981.
Warner Bros. inicialment volia que King fes un guió únic de dues hores, però va acabar fent un guió de més de 400 pàgines (equivalent a sis hores de durada). Creepshow es va estrenar el 1982 a èxit comercial i el projecte The Stand va despertar l'interès de Warner Bros., una empresa que el va col·locar en desenvolupament. El pressupost de The Stand es va establir entre 15 i 25 milions de dòlars just després del llançament de Creepshow.
Al setembre de 1982, King havia completat dos esborranys de The Stand. El segon esborrany preveia que fos una sèrie de dues pel·lícules amb cada pel·lícula de dues hores. Tanmateix, Laurel, en acabar el tercer esborrany de King el desembre de 1983, va canviar el pla a una pel·lícula de tres hores.
Dario Argento va declarar en una entrevista de 1983 que una vegada se li va acostar per dirigir una versió cinematogràfica de The Stand, però va rebutjar l'oferta per falta d'interès a treballar en adaptacions.
King va completar l'esborrany final cap al 1986. Malgrat l'emoció inicial de Romero, es va allunyar cada cop més del projecte a causa del mal rendiment de taquilla de les pel·lícules de King als anys vuitanta i els conflictes entre ell i Rubinstein que el van portar a deixar Laurel.
Hollywood va augmentar significativament el seu interès per les adaptacions a la pantalla del treball de King després de l'èxit de taquilla de Pet Sematary (1989), i moltes van ser presentades als estudis després de l'estrena de la pel·lícula; una d'elles va ser una adaptació de The Stand, que es va informar en un article de Cinefantastique de gener de 1990 com "el projecte King en desenvolupament més esperat". Considerada la novel·la més popular de Stephen King entre els fans, The Stand va ser controvertida com a adaptació cinematogràfica des del principi. Tanmateix, King va començar a treballar en un guió basat en el llibre per a Rubinstein.
King va escriure un guió de 700 pàgines i després va fer cinc intents de condensar-lo en un guió de 130 pàgines. A Rubinstein no li agradaven els esborranys de King, la qual cosa suggeria que l'autor coneixia la novel·la massa de prop. Així, va contractar a Rospo Pallenberg per a les tasques de guió i va planejar que John Boorman la dirigís. Rubinstein i Laurel es van mostrar molt seriosos amb el projecte fins al punt que van pagar a Pallenberg 30.000 dòlars per només un tractament.Tanmateix, no es va materialitzar. Com King va dir simplement, hi havia "massa història per a una pel·lícula" i, tanmateix, es mostrava escèptic a l'hora de fer una versió televisiva del llibre perquè "no pots tenir la fi del món que t'aporti  paper higiènic Charmin."

### Com a minisèrie de televisió
El juny de 1992,  King va pensar que una minisèrie era una manera de presentar la majoria del contingut de la novel·la sense haver de fer front als altres programes de televisió habituals de Standards and Practices. Va passar quatre mesos escrivint un primer esborrany de 420 pàgines sense utilitzar com a referència els esborranys de la seva pel·lícula o de Pallenberg. Va presentar l'esborrany a la ABC, que va oferir a King la possibilitat de produir el guió pocs dies després de la seva presentació. La cadena també va haver de seguir unes condicions que no li poguessin llançar Standards and Practices i que arruïnessin l'esperit del material original.
Preocupat per decebre els fans, King va trigar sis mesos a escriure un esborrany, "i després n'hi va haver dos més". King va escriure sis esborranys de la minisèrie abans que comencés la producció. Només es van fer canvis menors en escriure la minisèrie, i tot i que no es basa en la versió ampliada de la novel·la de 1990, les primeres escenes de la minisèrie s'han extret d'aquesta edició. ABC encara va mantenir converses amb King i Garris sobre certs elements de la trama que probablement no seguien pràctiques, com ara l'ús d'un ninot momificat, un home en creu que portava una corona d'agulles amb el signe "Drug Addict" al seu coll, i cadàvers amb els ulls oberts. No obstant això, molts d'ells es van mantenir al producte final a causa de les expectatives dels fans de The Stand.
Mentre que ABC i Rubinstein van suggerir Brian De Palma per dirigir The Stand, King va triar Mick Garris després de veure el seu treball per a Psycho IV: The Beginning (1990) i la versió cinematogràfica de King de Sleepwalkers. King va pensar que el director era bo només per ser un "mitjà" que no alterava el missatge original de la història. King va parlar amb Garris sobre el projecte mentre tots dos estaven al plató de Sleepwalkers, i Garris va signar a causa dels elements fantàstics inusuals del contingut i la gran escala de la producció amb la qual tractaria, com ara efectes, ubicacions a l'aire lliure, seqüències d'acció i el nombre d'extres.

### Càsting
Malgrat els més de 125 papers parlants del guió, el càsting per a The Stand va ser molt fàcil, excepte per a un personatge: Randall Flagg. Mentre que Miguel Ferrer, que va interpretar a Lloyd Henreid, estava interessat en el paper, Garris i King tenien altres plans, buscant qualsevol actor de Hollywood que creguessin adequat per al paper, com ara Christopher Walken, Jeff Goldblum, Willem Dafoe, James Woods, Lance Henriksen, i David Bowie; cap d'ells estava disponible. Steve Johnson va recordar que les idees de Garris d'un possible actor per Flagg estan "una mica en contra dels punts de vista normals en el càsting". King havia suggerit a Robert Duvall a la seva introducció a la novel·la. Finalment, després de veure un Jamey Sheridan menys conegut com un assassí psicològic a Whispers in the Dark (1992), King el va considerar per al paper. Com va explicar King, "quan va entrar a les lectures, va dir: 'Flagg és realment un tipus divertit, no?' I em va vendre."
Moses Gunn havia estat originalment seleccionat com el jutge Farris, però poc després de començar el rodatge la seva salut va decaure, i va morir poc després. Ossie Davis, que va estar present al rodatge perquè la seva dona, Ruby Dee, interpretava a la mare Abagail, va assumir el paper del jutge Farris.L'equip de càsting de Mother Abagail es va acostar a Whoopi Goldberg, però no va poder assumir el paper ja que estava treballant a Sister Act 2: Back in the Habit (1993). Goldberg més tard interpretaria a Abagail a la versió en minisèrie web de 2020 de The Stand. Quan a Dee se li va oferir el paper d'Abagail, va sentir que "era" el personatge i "tota la meva vida ha estat investigació per a la mare Abagail". Rob Lowe havia estat originalment considerat per al paper de Larry Underwood, però Lowe va considerar que interpretar el paper més inusual del sord i mut Nick Andros seria un gran repte i va poder convèncer a Garris que s'adaptaria millor a la producció (Lowe ha estat sord a l'orella dreta des de la infància). Adam Storke va acabar amb el paper d'Underwood, on les seves habilitats musicals eren un actiu.
El personatge de Bates, Rae Flowers, era originalment un home (Ray Flowers), però quan Bates va estar disponible, King, que volia que ella interpretés el paper, va reescriure el paper per una dona. King va interpretar Teddy Weizak, el primer personatge que va interpretar que va ser intel·ligent i no un encasellat ximple de poble. Té menys presència a la minisèrie, ja que King "tenia molts altres peixos a moltes altres planxes que jo estava intentant fregir alhora." Això també significava que algunes de les línies que Weizak volia dir originalment es van transferir al personatge de Garris, Henry Dunbarton.

## Producció

### Pressupost
Malgrat la gran escala de The Stand, ABC no va cobrir tots els seus costos de producció i Laurel "va perdre la camisa" a l'hora de fer pressupostos; la cadena esperava que Laurel es beneficiés de la distribució mundial i de les vendes de mitjans domèstics, ja que era propietat de Blockbuster Video i la minisèrie obtindria una distribució mundial d'una de les filials de la companyia, Worldvision Enterprises. El pressupost total va ser de 26 milions de dòlars, més del doble del de totes les minisèries anteriors d'ABC King on es fixaria en 12 milions de dòlars. Amb 3 milions de dòlars utilitzats per al desenvolupament, però, 23 milions de dòlars es van utilitzar per a la producció, deixant només 6 milions de dòlars per cada episodi de dues hores.

### Rodatge
El rodatge de The Stand, que va durar sis mesos, va adoptar un estil de cinema de guerrilla, on es va rodar amb una càmera de 16 mm; El rodatge es va dur a terme com a mínim en dos llocs diferents cada dia, "llocs que no havia vist fins que vam començar a rodar-hi", va explicar Garris;i els artistes d'efectes havien de fer la seva feina a un preu inferior a l'habitual. Garris va fer tot el que va poder per emfatitzar l'escala de la minisèrie, com ara filmar plans amplis de totes les ubicacions. El dissenyador de producció Nelson Coates va crear totes les 225 produccions d'escenografia. La versió de somni de la casa d'Abagail va suposar una setmana de reparació de la versió de realitat de la casa; el disseny es va inspirar en El gabinet del Dr. Caligari, on "cap de les línies eren rectes amunt i avall" i s'utilitzaven "colors irreals".
El rodatge va començar a Salt Lake City el febrer de 1993 per al que originalment eren les parts de la novel·la que va tenir lloc a Boulder (Colorado). Aquestes escenes estaven inicialment previstes per ser rodades a Boulder, però després de l'aprovació de l'Esmena Colorado 2 que va anul·lar les lleis locals sobre els drets dels gais, les protestes, així com l'equip de producció que no estava d'acord moralment amb l'esmena els va portar a no rodar-hi. El rodatge es va traslladar a Utah, un estat que tenia molts fans de Stephen King i persones religioses relacionades amb els temes de la novel·la original, i els quatre mesos de rodatge es van fer a ubicacions d'Utah durant el que seria l'hivern més amarg de l'estat en 100 anys. Les preses interiors es van fer primer amb el pla que la neu es fongués més tard, només perquè això no succeís. Això va donar lloc a plans que presentaven temps que no estava previst originalment per formar part de la trama, que va funcionar a favor d'algunes seqüències segons l'opinió de Garris.
Per filmar l'escena de la gasolinera, van haver de fer front a la pluja freda. Se suposa que hi havia primers plans de Stu Redman quiet, però era impossible que Sinise no tremorés pel fred. Així, es van rebutjar els primers plans. També va ser difícil per a Sinise oferir línies durant els dies de rodatge posteriors al rodatge. El mal temps també va causar un altre problema imprevist. Davant dels preus de 40 dòlars per tija per a les tiges de blat de moro falses fetes a Nova York, Coates va optar per cultivar 3.250 tiges de blat de moro com a mesura de reducció de costos; quan una tempesta d'hivern va colpejar Utah, la reproducció d'una casa de Nebraska amb un camp de blat de moro es va complicar pel fet que el mal temps no va permetre que la collita de blat de moro creixia més de 4 peus.
Les seqüències de la presó es van rodar durant tres dies a l'ala de delinqüents sexuals de la Presó Estatal d'Utah. Tanmateix la tripulació d'efectes que treballava en maniquís de cadàvers a les cel·les no ho sabia el primer dia del rodatge a la ubicació i va suposar que era una ala no utilitzada. En realitat, la presó va traslladar els delinqüents sexuals fora de les seves cel·les per a la minisèrie, però les pertinences dels presoners es van deixar a les cel·les només perquè els membres de l'equip d'efectes les confonguessin com a accessoris pels directors d'art. El primer dia de rodatge, la gent dels efectes va traslladar tots els accessoris d'una cel·la a una altra; l'endemà, els presoners van escriure diverses cartes i es van adjuntar a les seves respectives cel·les, des de respostes enfadades fins a ofertes perquè King signés un autògraf.
La minisèrie es va rodar a Las Vegas després dels rodatges d'Utah.

### Efectes
| «               | Només volia fer el millor treball possible perquè realment volia fer justícia al material. I volia fer feliç Stephen [King] perquè m'ha fet molt feliç amb tot el seu treball. Així que ens hem donat una puntada de cul en aquesta feina. Vam fer tot el possible per assegurar-nos que tots els aspectes de tot el que vam tocar fos perfecte. I he de dir que probablement és un dels espectacles més nets que mai han sortit de la botiga per aquest motiu. | » |
| — Johnson, 1994 | |   |

Tot i que moltes companyies d'efectes estaven interessades a treballar a The Stand, Garris va triar un col·lega que coneixia des de feia molt de temps però que mai va treballar en un projecte amb ell: Steve Johnson. Johnson era un fan dels llibres de King des de dotze anys abans que comencés a treballar a la minisèrie, i la novel·la original era el seu llibre preferit de l'autor; el va descriure com "un somni fet realitat" treballar amb King al plató.
L'equip de Johnson XFX va fer el maquillatge de l'edat d'Abagail, els caps demoníacs de Flagg, el maquillatge de cremades de Trashcan Man, 60 maniquís dels cadàvers i el pèl facial controlat amb electroestàtics. Els cadàvers de les víctimes de la grip estaven pensats per ser maniquís en lloc de "monstre de pel·lícula", va descriure Garris.. Bill Corso, membre de l'equip d'efectes de The Stand, dóna veu a dos dels cadàvers.

#### Randall Flagg
Per treballar amb l'aspecte net de Sheridan en treballar el maquillatge normal de Randall Flagg, a Johnson se li va ocórrer la idea d'afegir una perruca de cabells més llargs per a un aspecte més abrasiu.
Els elements religiosos del material font es van fer referència a l'hora de dissenyar les encarnacions de dimonis de Flagg. Segons l'escriptor Michael Beeler, el cap de cabra de Flagg era un "concepte tradicional de què seria el mal en forma humana". Perquè les banyes de moltó brillassin, estaven fetes d'una substància translúcida amb il·luminació procedent d'una retroil·luminació. Per a les mans de Flagg, l'equip d'efectes va apostar per un tema recurrent d'excentricitats en el seu funcionament, com ara l'extensió d'un tercer dit per simbolitzar l'existència del diable..En l'escena en què Flagg aixeca el puny cap a Abagail, el guió original el presentava tancat; tanmateix, Johnson va idear una representació dels estigmes mostrant primer el palmell de Flagg amb sang brollant i després apretant-lo amb un puny. La foto d'una fracció de segon dels dits de Flagg flexionant cap enrere es va fer amb el palmell de la mà cap amunt, però l'actor portava un aparell per a una il·lusió amb la palma cap avall.
Per a la forma de l'espantaocells, Johnson inicialment es va mostrar escèptic a l'hora de crear-ne un a causa de la idea que fos "una mica ximple" i va intentar persuadir Garris de no incloure-la. Finalment, els dos van decidir produir una versió "podrida" de l'espantaocells, és a dir, la costura de la tela, com va dir Beeler, "fa semblar com si tingués cicatrius a tota la cara que s'estan desfent a les costures amb pols i serradures que cauen cada vegada que parla". Johnson va admetre més tard que l'espantaocells era la seva encarnació preferida de Flagg de la minisèrie. Per a una foto de silueta de l'espantaocells al camp de blat de moro, la forma dels ulls i la boca del personatge s'indica mitjançant un efecte brillant. Les lents de contacte radiants utilitzades als ulls van ser fetes anteriorment per XFX per a la pel·lícula Sang fresca (1992); mentre que un diode emissor de llum per a la boca va ser creat pel col·lega de Rick Baker Mark Setraikien i activat a través de cables sota el maquillatge de Sheridan.
Els membres de l'XFX van plantejar múltiples conceptes per al cabell de l'espantaocells, Johnson va suggerir un conjunt de bolets, flors i molsa que hi creixien al seu voltant. També va pensar en cucs i paneroles que s'arrossegueven pel cabell per fer primers plans; tanmateix, quan ells ho van col·locar als cabells de Sheridan durant una prova, l'actor es va espantar i Johnson va pensar que "de totes maneres no s'hauria llegit a la pel·lícula".  El resultat final va ser que el cabell estava fet d' "arrels enfangades i retorçades que li sortien del cap" que Johnson va pensar que "semblava més esgarrifós"
Mentre que Tom Barham, de l'empresa Image Group de Nova York, s'encarregava del morphing FX, a Garris se li va ocórrer la idea d'executar el morphing del cap de Flagg d'una manera diferent de la morphing mediàtica tradicional d'un disseny de cap que es fonia en un altre: del revés. No sols era diferent, sinó que també era una manera d'evitar el pressupost limitat, ja que el morphing podria semblar "actiu" sense que la càmera s'hagués de moure. En crear els morphs de Flagg, l'actor va filmar per primera vegada l'escena al plató sense el seu maquillatge. Llavors, en un escenari de pantalla verda a Las Vegas, se'l va filmar fent exactament la mateixa acció amb maquillatge posat, la càmera posada precisament al mateix angle i la mateixa distància de personatges que la fotografia original. Ambdós plans es van combinar després en postproducció. La tècnica de pantalla verda es va fer a causa del temps que va trigar a maquillar-se Flagg, que va ser d'un mínim de tres hores.

#### Trashcan Man
Es van col·locar sis etapes de maquillatge de cremades a Frewer, com ara quan Trashcan Man és cremat per l'explosió d'una fàbrica de petroli, un sol del desert molt calent i la radiació d'una bomba atòmica.

#### Pèl facial
L'efecte creixent del pèl facial vist als extres va ser realitzat per Camille Calvetty mitjançant una tècnica que implicava càrrega electroestàtica; a cada actor, primer posava adhesiu per tota la cara, després retallava el cabell "a la longitud adequada" perquè es col·loqués en un dispositiu que fes créixer el cabell a través d'un carregador elèctric. Si bé aquesta tècnica s'havia fet en pel·lícules i sèries de televisió anteriors, a The Stand va ser la primera vegada que s'aplicava a diverses produccions que implicava nombrosos extres. La quantitat variable de cabells solts i de maquillatge a cada extra va complicar el procés segons Johnson: "No tens gaire control. Així que cal una quantitat increïble de manteniment i molta paciència per mantenir-lo bé."

## Episodis
| Núm. | Títol          | Direcció    | Guió         | Data d'emissió original |
| ---- | -------------- | ----------- | ------------ | ----------------------- |
| 1    | «The Plague»   | Mick Garris | Stephen King | 8 de maig de 1994       |
| 2    | «The Dreams»   | Mick Garris | Stephen King | 9 de maig de 1994       |
| 3    | «The Betrayal» | Mick Garris | Stephen King | 11 de maig de 1994      |
| 4    | «The Stand»    | Mick Garris | Stephen King | 12 de maig de 1994      |

## Emissió
ABC va emetre l'esperada minisèrie  el maig de 1994 per dos motius: va ser un mes d'escombrats, i va ser el primer mes que no va tenir nous episodis de Monday Night Football i Roseanne a la programació. Les quatre parts van ser vistes per aproximadament 19 milions de llars, la Part 1 va rebre una puntuació de 20.1/32, la Part 2 de 21.0/32, la Part 3 de 20.1/31, i la Part 4 de 20.0/31.

## Recepció
A la llista del The New York Observer de 2014 de les millors minisèries de Stephen King, The Stand es va classificar just darrere de la selecció número u, It (1990), la font que elogiava les actuacions de la minisèrie.
La minisèrie va rebre crítiques generalment positives. John J. O'Connor de The New York Times va escriure: "S'ha dedicat una gran quantitat de temps i diners a aquesta producció, i està just allà dalt de la pantalla... El problema persistent al cor de The Stand és que una vegada que la història s'instal·la des del principi en la seva vella oposició esquemàtica entre el bé i el mal, la dolça vella Mare Abagail contra el satànic Flagg, la monotonia comença a filtrar-se a través de la superestructura... Confusa, certament, però... The Stand és prou intel·ligent com per mantenir-te preguntant-te què podria passar a continuació". Per contra, Emily Stephens de The A.V. Club va escriure: "La minisèrie ofereix monotonia sense el sentit del treball corresponent ni cap importació monumental. Mostra molt poc de la feina i les baralles que suposa crear el còmode enclavament de la Zona Lliure de Boulder. Paradoxalment, en aconseguir la grandesa i el pathos, la minisèrie de Garris s'enfonsa fermament en els pathos."
La sèrie va rebre una puntuació del 70% a Rotten Tomatoes, basat en un total de 23 ressenyes. El consens dels crítics del lloc web diu: "Basat en l'obra magna d'una novel·la de Stephen King, The Stand ofereix sis hores de denim vintage, efectes especials qüestionables i un repartiment d'estrelles que lluita contra les forces del bé i del mal".

## Premis i nominacions
| Any  | Premi                                              | Categoria | Nominat(s)                                                                             | Resultat  | Ref.   |
| ---- | -------------------------------------------------- | --- | -------------------------------------------------------------------------------------- | --------- | ------ |
| 1994 | Artios Awards                                      | Millor càsting per a minisèries de televisió                                                                 | Lynn Kressel                                                                           | Guanyador | [ 60 ] |
| 1994 | Premis Primetime Emmy                              | Minisèrie destacada                                                                                          | Richard P. Rubinstein, Stephen King, Mitchell Galin, and Peter R. McIntosh             | Nominat   | [ 61 ] |
| 1994 | Premis Primetime Emmy                              | Assoliment individual destacat en la direcció d'art per a una minisèrie o un especial                        | Nelson Coates, Burton Rencher, Michael Perry, and Susan Benjamin                       | Nominat   | [ 61 ] |
| 1994 | Premis Primetime Emmy                              | Assoliment individual destacat en cinematografia per a una minisèrie o un especial                           | Edward J. Pei                                                                          | Nominat   | [ 61 ] |
| 1994 | Premis Primetime Emmy                              | Assoliment individual destacat en maquillatge per a una minisèrie o un especial                              | Steve Johnson, Bill Corso, David Dupuis, Joel Harlow, Camille Calvet i Ashlee Petersen | Guanyador | [ 61 ] |
| 1994 | Premis Primetime Emmy                              | Assoliment individual destacat en composició musical per a una minisèrie o un especial (subratllat dramàtic) | W. G. Snuffy Walden                                                                    | Nominat   | [ 61 ] |
| 1994 | Premis Primetime Emmy                              | Mescla de so excepcional per a una minisèrie dramàtica o un especial                                         | Grant Maxwell, Michael Ruschak, Richard Schexnayder i Don Summer                       | Guanyador | [ 61 ] |
| 1995 | Cinema Audio Society Awards                        | Assoliment destacat en mescla de so per a televisió: pel·lícula de la setmana o mini-sèrie                   | Grant Maxwell, Michael Ruschak, Richard Schexnayder i Don Summer                       | Nominat   | [ 62 ] |
| 1995 | Premis Saturn                                      | Millor presentació de televisió de gènere individual                                                         | Millor presentació de televisió de gènere individual                                   | Nominat   | [ 63 ] |
| 1995 | 1rs Premis del Sindicat d'Actors dels Estats Units | Actuació destacada d'un actor masculí en una pel·lícula o minisèrie de televisió                             | Gary Sinise                                                                            | Nominat   | [ 64 ] |

## Mitjans domèstics
The Stand es va publicar per primera vegada en DVD com a "edició especial" als Estats Units el 26 d'octubre de 1999, que només conté una barreja d'àudio Dolby Digital 2.0 del seu idioma original, i sense subtítols. Quan The Stand es va incloure en un DVD sense nom del 25 de setembre de 2007 que també incloïa The Langoliers (1995) i Golden Years (1991), es van afegir els doblatges en castellà Dolby Digital 2.0 i portuguès mono. El DVD que inclou aquestes característiques es va publicar per separat el 18 de juny de 2013. El 12 de juny de 2018, va formar part d'una altra col·lecció d'adaptacions de King que incloïa The Langoliers, Golden Years, La zona morta (1983), Pet Sematary (1989) Silver Bullet (1986) i Graveyard Shift (1990).
The Stand es va publicar més tard en DVD al Regne Unit el 5 d'abril de 2004, Dinamarca, el 9 d'octubre de 2007 i Finlàndia el 10 d'octubre de 2007. Les versions britàniques inclouen àudio de doblatges Dolby Digital 2.0 en anglès, francès, alemany i castellà; i subtítols en anglès, alemany, portuguès, espanyol, croat, txec, danès, hebreu, islandès, noruec, polonès, eslovè, suec i turc. Les versions danesa i finlandesa inclouen les mateixes pistes d'àudio que l'edició britànica (a més d'un doblatge italià), però hi ha diferències significatives pel que fa a la configuració dels subtítols; els subtítols del Regne Unit en portuguès, croat, eslovè, txec, turc i hebreu s'eliminen amb subtítols en finès, neerlandès, francès i italià.
The Stand es va llançar en Blu-ray a Espanya el 18 de setembre de 2019; als Estats Units i el Canadà el 24 de setembre de 2019; Alemanya el 26 de setembre de 26 de setembre; el Regne Unit el 7 d'octubre de 2019; Finlàndia, Noruega i Suècia el 14 d'octubre de 2019; i Dinamarca el 17 d'octubre de 2019.

## Obres citades
- Beeler, Michael (April 1994a). «TV Horror Epic: The Stand». Cinefantastique 25 (2): 8–9, 11, 14, 17–18, 22.
- Beeler, Michael (April 1994b). «Working with Stephen King». Cinefantastique 25 (2): 16–17.
- Bernstein, Abbie (September 1994). «Stand and Deliver». Bloody Best of Fangoria 13: 18–23, 75.
- Gagne, Paul (Spring 1981). «Stephen King». Cinefantastique 10 (4): 9–10.
- Gagne, Paul (September 1982). «Creepshow». Cinefantastique 13 (1): 16–34.
- Warren, Bill (May 1994a). «The Long Road to The Stand». Fangoria (132): 28–33.
- Warren, Bill (June 1994b). «Stephen King Takes The Stand». Fangoria (133): 40–45, 82.
- Wiater, Stanley (June 1980). «Stephen King and George Romero: Collaboration in Terror». Fangoria (6): 26–27.
- Wood, Gary (April 1994). «Development Movie Hell». Cinefantastique 25 (2): 19–21.